# Gabriella af Monaco
Prins Gabriella af Monaco (Gabriella Thérèse Marie Grimaldi; født 10. december 2014) er en monegaskisk prinsesse. Hun er det ældste barn af Fyrst Albert 2. og Fyrstinde Charlène af Monaco.

## Biografi
Prinsesse Gabriella blev født den 10. december 2014 på Fyrstinde Grace-hospitalet i Monaco, kort før sin tvillingebror, Arveprins Jacques. Hun blev døbt sammen med sin bror den 10. maj 2015 i Notre-Dame-Immaculée-katedralen i Monaco. Hun fik navnene Gabriella Thérèse Marie Grimaldi.